# Radcliffe College

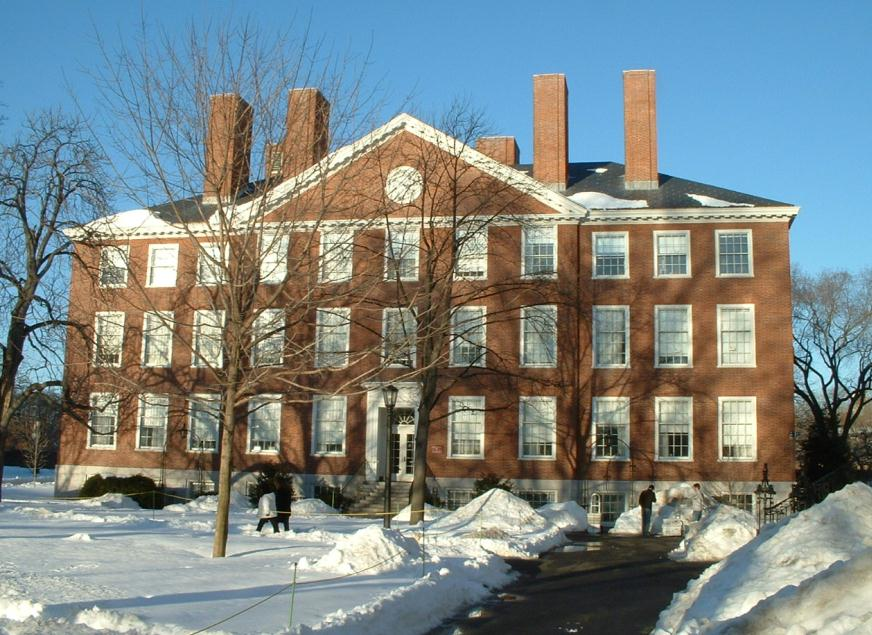
Radcliffe College

Das Radcliffe College war ein US-amerikanisches Frauencollege in Cambridge, Massachusetts und Mitglied der angesehenen „Seven Sisters“.

## Geschichte
Radcliffe College war eine Erweiterungsgründung der auch danach rein männlichen Harvard-Universität für weibliche Studierende mit eigenen Gebäuden und eigenem Campus. Als Gründungsjahr gilt 1879, als 27 Frauen die Aufnahmeprüfung der Hochschule bestanden. Namensgeberin des College war Ann Radcliffe (Lady Mowlson), eine englische Gönnerin. In ihrem Testament von 1643 hatte sie das Harvard-College, den Vorläufer der Harvard-Universität, mit einem Vermächtnis bedacht, das nach ihrem Tod 1661 zur Gründung des ersten amerikanischen Stipendienfonds führte.
Während des Zweiten Weltkrieges wurde eine Vereinbarung getroffen, die es Frauen ermöglichte, Vorlesungen in Harvard zu besuchen. Ab 1963 wurden die Diplome der Radcliffe-Absolventinnen bereits von den Dekanen beider Universitäten unterzeichnet. In den folgenden Jahrzehnten vermischten sich die Studenten von Harvard und Radcliffe immer mehr, sodass man 1999 das Radcliffe College als Radcliffe Institute for Advanced Study an die Harvard-Universität anschloss.
Heute sind in den Gebäuden der ehemaligen Radcliffe-Universität verschiedene Institute, darunter das für Frauenwissenschaft, untergebracht. Das Radcliffe-Institut betreibt auch die Schlesinger Library, eine Forschungsbibliothek zur Geschichte der Frauen in Amerika.

## Persönlichkeiten

### Präsidenten
- Ada Comstock (1876–1973), von 1923 bis 1943 die erste hauptamtliche Präsidentin des Radcliffe College
- Mary Bunting (1910–1998), Mikrobiologin und Hochschullehrerin; 5. Präsidentin des Radcliff College
- Matina Horner (* 1939), Psychologin und Hochschullehrerin; 6. Präsidentin des Radcliffe College

### Bekannte Absolventinnen
- Jill Abramson (* 1954), US-amerikanische Journalistin, ehemalige Chefredakteurin der New York Times
- Encarnacion Alzona (1895–2001), philippinische Historikerin, Hochschullehrerin und Suffragistin
- Margaret Atwood (* 1939), kanadische Schriftstellerin
- Benazir Bhutto (1953–2007), pakistanische Politikerin
- Sarah Blaffer Hrdy (* 1946), US-amerikanische Anthropologin, Verhaltensforscherin und Primatologin
- Elisabeth Bronfen (* 1958), Literatur- und Kulturwissenschaftlerin
- Stockard Channing (* 1944), US-amerikanische Schauspielerin
- Judy Clapp (* 1930), US-amerikanische Informatikerin
- Rana Dajani, jordanische Mikrobiologin und Bildungsaktivistin
- Mildred Dresselhaus (1930–2017), US-amerikanische Physikerin
- Abigail Folger (1943–1969), US-amerikanische Schauspielerin
- Carol Gilligan (* 1936), US-amerikanische Psychologin und feministische Ethikerin
- Amy Goodman (* 1957), US-amerikanische Journalistin
- Mary Graustein (1884–1972), US-amerikanische Mathematikerin und Hochschullehrerin
- Sheila A. Greibach (* 1939), US-amerikanische Mathematikerin und Informatikerin
- Jean C. Harris (1927–1988), US-amerikanische Kunsthistorikerin und Museumsdirektorin
- Dorothy Heyward (1890–1961), US-amerikanische Dramatikerin
- Helen Hogg (1905–1993), kanadische Astronomin
- Josephine Hull (1877–1957), US-amerikanische Schauspielerin
- Helen Keller (1880–1968), taubblinde Schriftstellerin
- Mary Lefkowitz (* 1935), US-amerikanische Altphilologin
- Ursula K. Le Guin (1929–2018), US-amerikanische Schriftstellerin
- Alison Lurie (1926–2020), US-amerikanische Schriftstellerin und Literaturwissenschaftlerin
- Eleanor Josephine Macdonald (1906–2007), US-amerikanische Krebs-Epidemiologin
- Rowena Green Matthews (* 1938), US-amerikanische Biochemikerin und Biophysikerin
- Eleanor Pairman (1896–1973), US-amerikanische Mathematikerin und Hochschullehrerin schottischer Herkunft; sie war die dritte Frau, die am Radcliffe College in Mathematik promovierte
- Cecilia Payne-Gaposchkin (1900–1979), englisch-amerikanische Astronomin
- Carol Potter (* 1948), US-amerikanische Schauspielerin
- Adrienne Rich (1929–2012), US-amerikanische Feministin, Dichterin, Dozentin und Autorin
- Ann Ronell (1906–1993), US-amerikanische Komponistin und Texterin
- Arianna W. Rosenbluth (1927–2020), Physikerin und Informatikerin
- Gertrude Stein (1874–1946), Schriftstellerin
- Barbara Tuchman (1912–1989), US-amerikanische Historikerin
- Maribel Vinson (1911–1961), US-amerikanische Eiskunstläuferin und Eiskunstlauftrainerin
- Caroline Walker Bynum (* 1941), US-amerikanische Historikerin